# 拍那空县
拍那空县（音素換寫：Phrankhr，皇家轉寫：Phra Nakhon，IPA：[pʰráʔ náʔkʰɔ̄ːn]，意为“圣城”）是泰国曼谷的一个区，位于市中心。毗邻的区依顺时针方向从北开始为；律实县、邦巴沙都拍县、三攀他旺县，以及昭披耶河对岸的吞武里县、曼谷艾县、曼谷莲县和挽拍县。拍那空县是曼谷的历史中心，涵盖整个拉达那哥欣岛。
1973年，与昭披耶河西岸的吞武里合并成立今大曼谷都市。

## 位置
拍那空县位于昭披耶河东岸，北界为帕东功甲森运河，东界为拉差丹嫩路和新开港运河（Khlong Ong Ang）。国柱标志着曼谷的中心，位于该县。围绕该县西部巨大的皇家田广场，是曼谷大皇宫和玉佛寺，曼谷国家博物馆（原二王前宫），泰国国立法政大学以及泰国艺术大学的主校区。历史悠久的玛哈泰寺也坐落在此，是曼谷最重要的佛教寺庙之一。该区的著名地标还括卧佛寺、大秋千和善见寺、王孙寺和民主纪念碑。著名的背包客聚集地考山路也位于该县。巴翁僧王寺也是一座地位重要的寺院，曾有数位泰国国王在此出家为僧。
这里作为曼谷的历史中心，原有14座堡垒把守，现存两座：北部的帕苏门堡垒和东部的玛哈甘堡垒。
从曼谷大皇宫出发，延伸出曼谷历史数条重要的马路：石龙军路、芒仑曼路、拉差丹嫩路。石龙军路是曼谷第一条现代马路，其拍那空段的地标即曼谷最古老的电影院皇家市頌讚殿劇院，由七世王巴差提朴下令修建，在1965年12月9日开业，是泰国电影首个“黄金时代”以来唯一保留的剧院，现用作传统舞蹈表演。
拍乎叻路附近地区可认为是泰国的小印度。该路开辟于一个世纪以前，五世王朱拉隆功在位期间，随后开始形成印度人社区。泰国的第一个锡克庙于1983年在此兴建。这里的布料和印度料理较为有名。

## 节日
传统的泰国新年宋干节在每年的4月10日至18日，在全国各地都有庆祝。拍那空县的考山路是著名的庆祝地点，本地人和游客都会来此庆祝。
另一个著名的节日，泰历12月15日的水灯节，在该区的昭披耶河岸的码头处，是放水灯的好地方。
拉差丹能路在九世国王的生日（12月5日）、王后的生日（8月5日）以及其他重大纪念日有大量彩灯装饰。皇家田广场和王孙寺前的Lan Plabpla Maha Chedsada Bodin广场常有庆祝活动。

## 行政区划
拍那空县分为12个区。
| 1. | 大皇宫区     | พระบรมมหาราชวัง |  | 7.  | 波稳尼威区 | บวรนิเวศ    |  |
| 2. | 三王府区     | วังบูรพาภิรมย์     |  | 8.  | 哒叻裕区   | ตลาดยอด    |  |
| 3. | 拉差博披寺区 | วัดราชบพิธ       |  | 9.  | 查那松康区 | ชนะสงคราม  |  |
| 4. | 讪兰拉区     | สำราญราษฎร์     |  | 10. | 班攀通区   | บ้านพานถม   |  |
| 5. | 虎神庙区     | ศาลเจ้าพ่อเสือ    |  | 11. | 邦坤蓬区   | บางขุนพรหม  |  |
| 6. | 大秋千区     | เสาชิงช้า        |  | 12. | 讪披耶寺区 | วัดสามพระยา |  |

## 图册

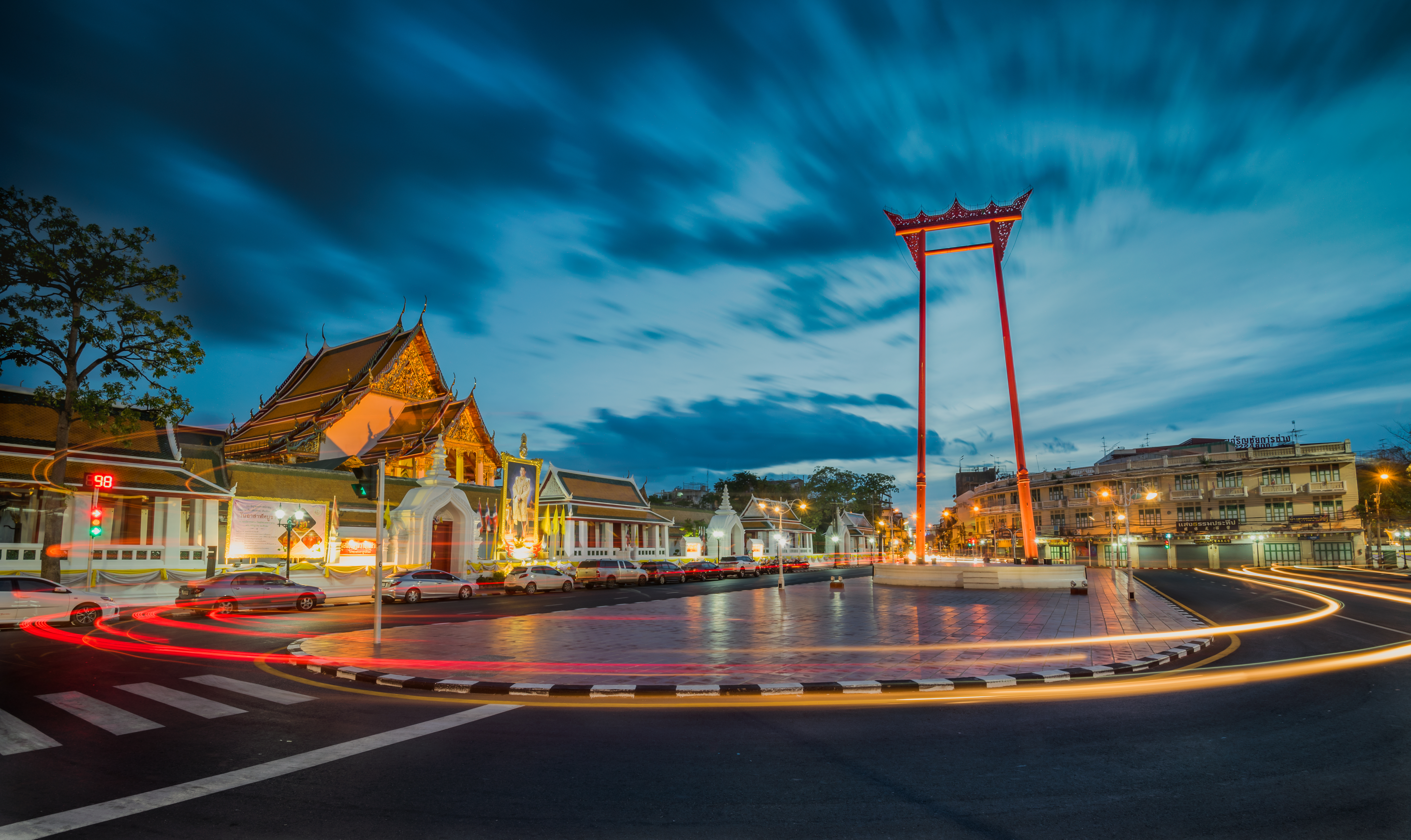
大秋千和善见寺
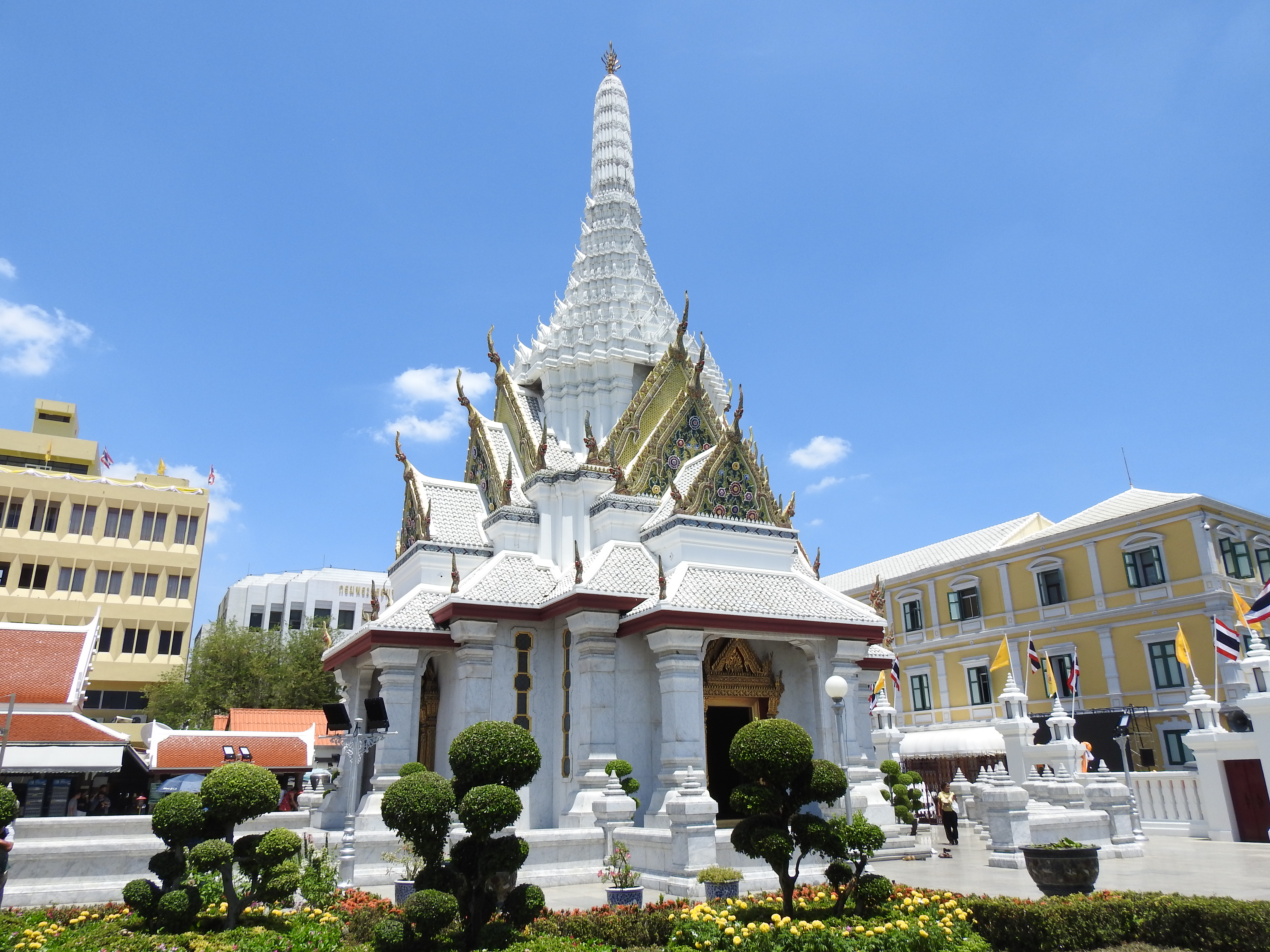
国柱神庙
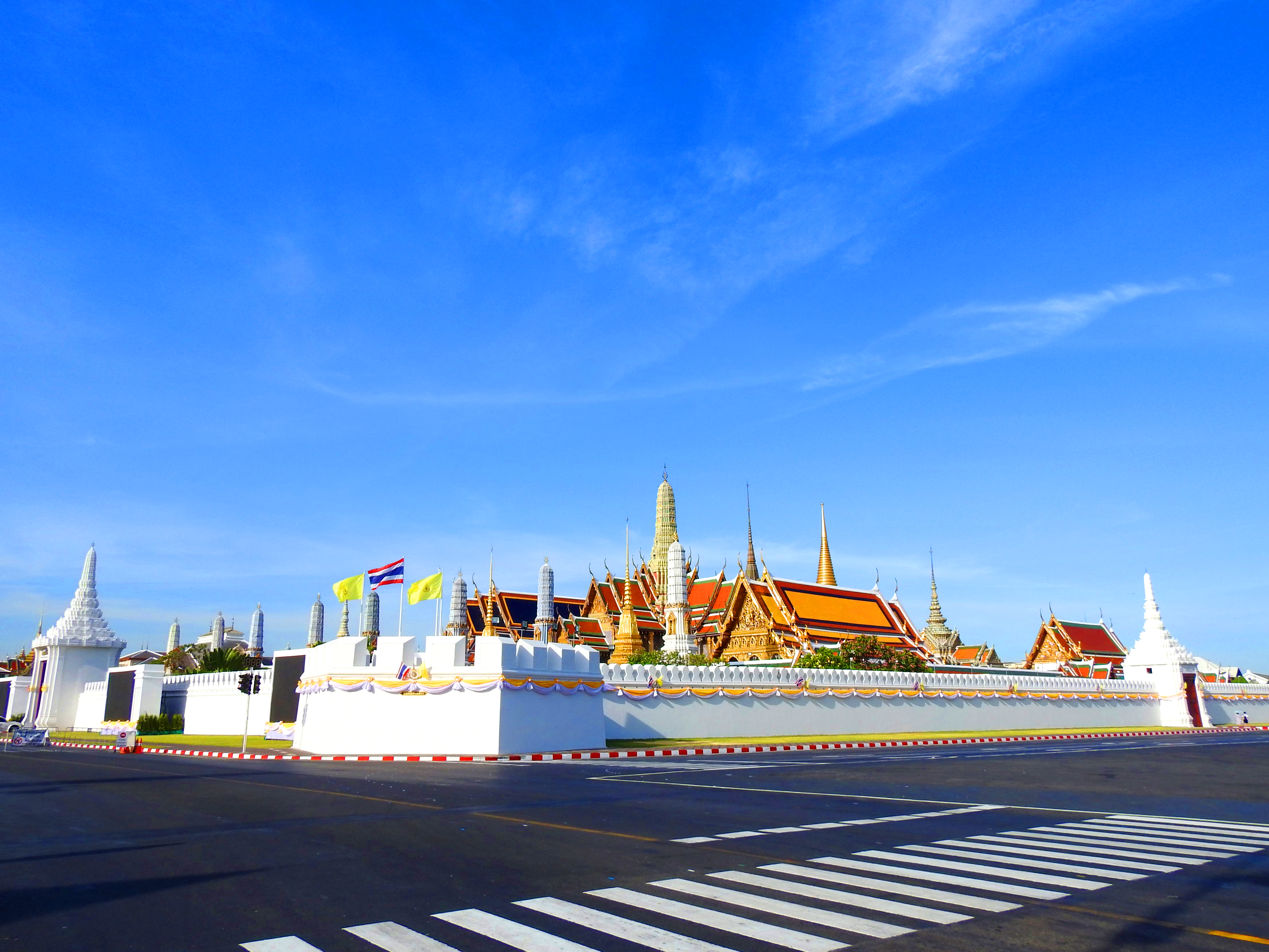
曼谷大皇宫
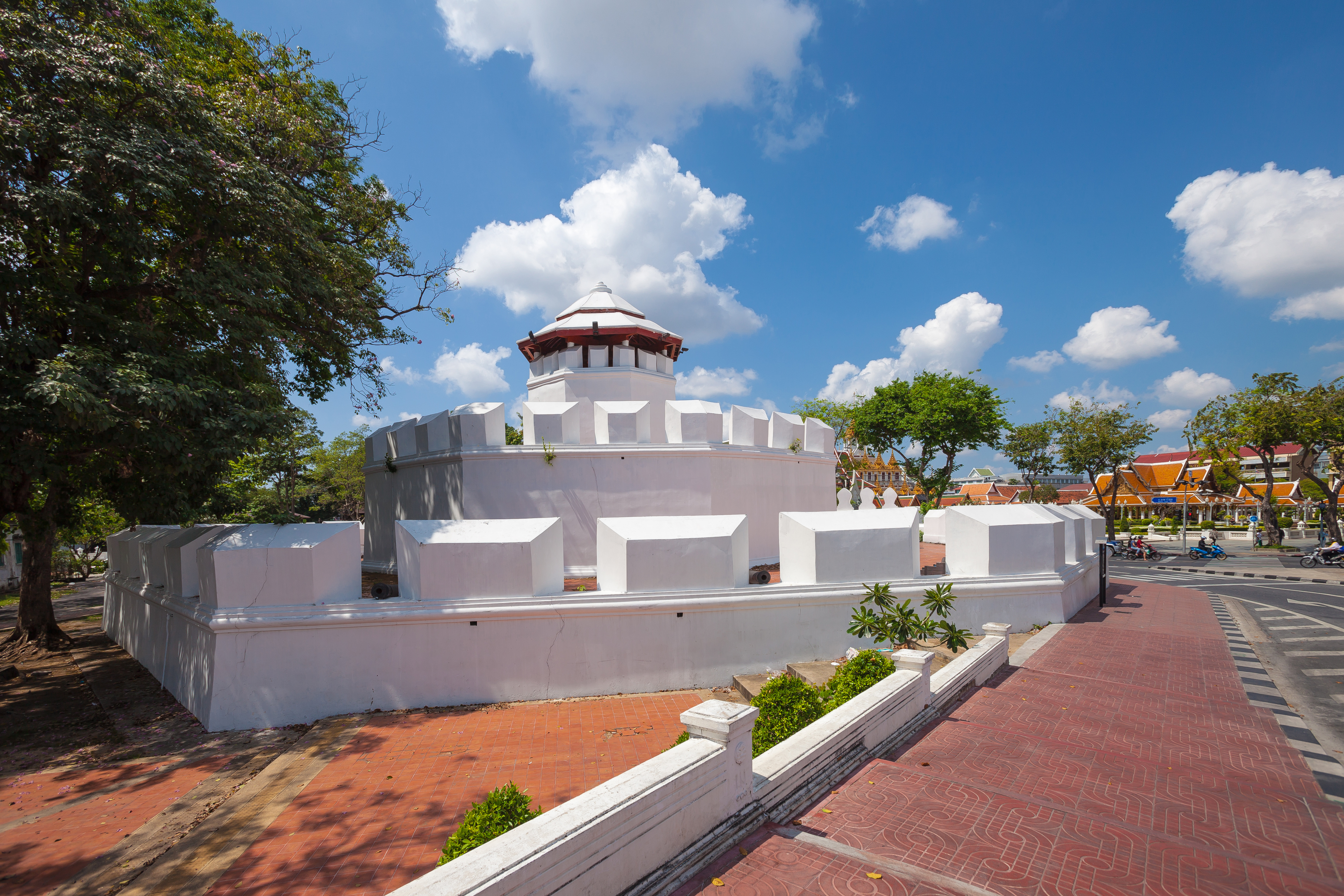
玛哈甘堡垒（英语：Mahakan Fort）
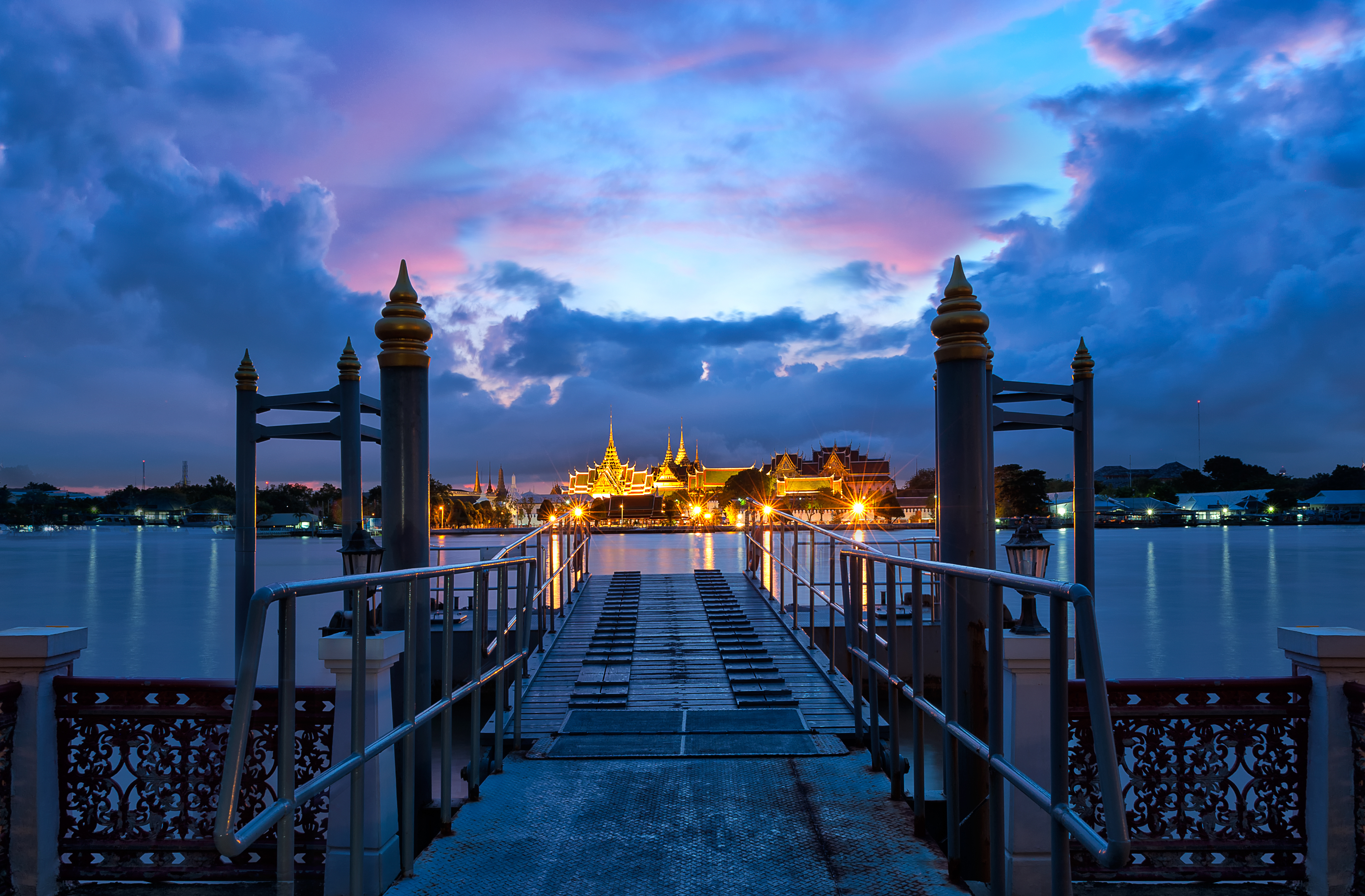
自昭披耶河西岸眺望曼谷大皇宫
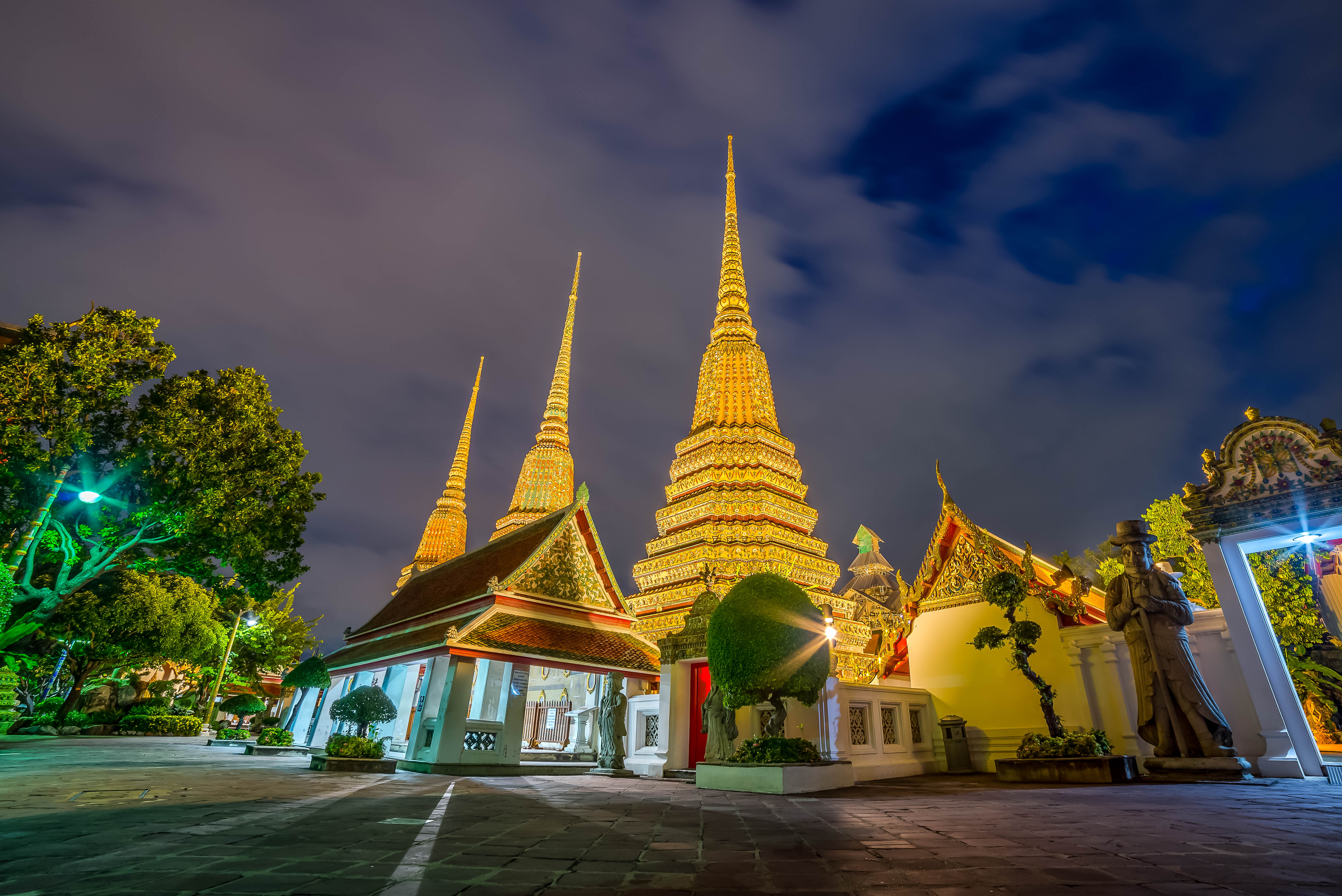
卧佛寺
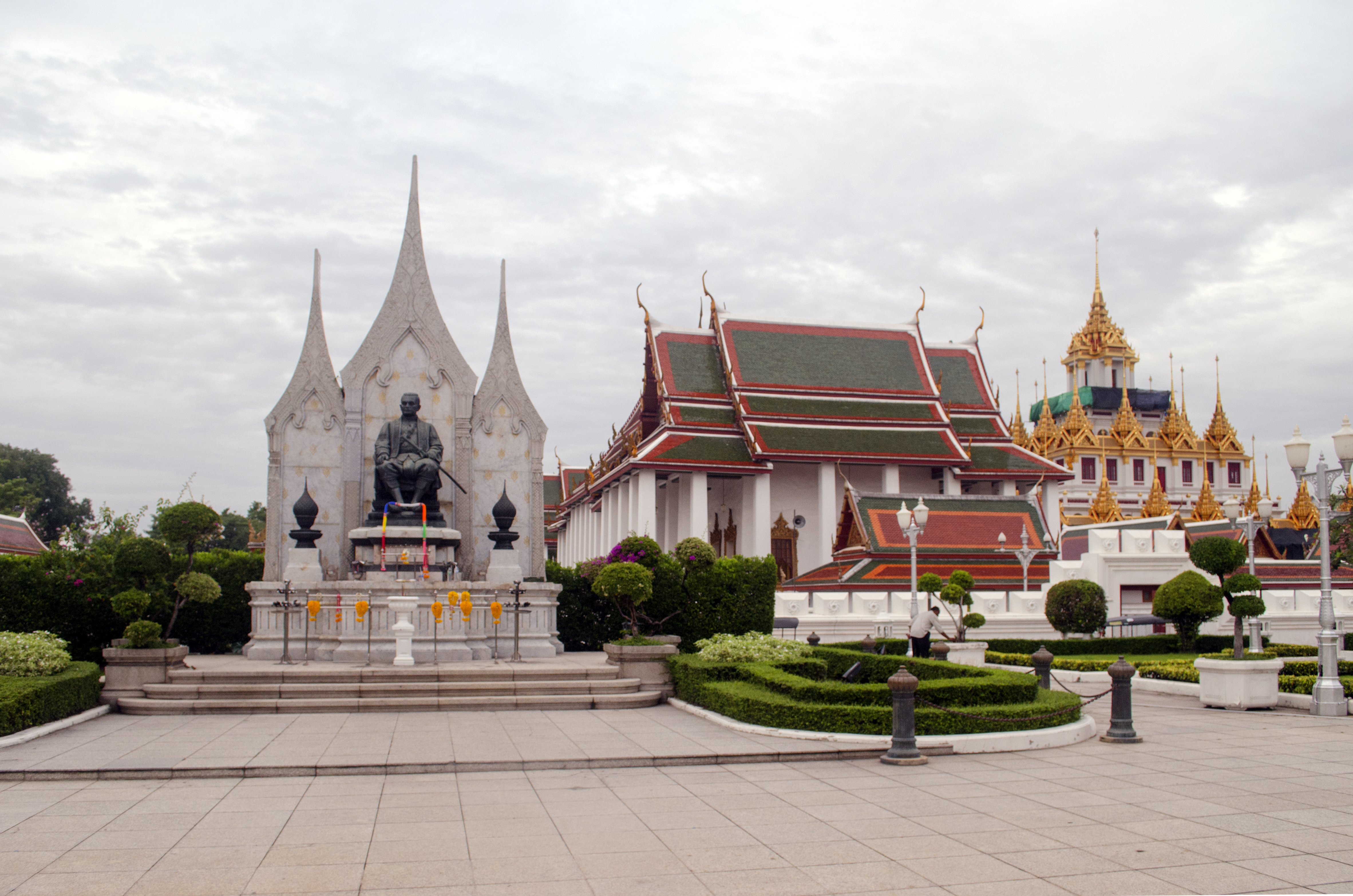
王孙寺及邻近的Lan Plabpla Maha Chedsada Bodin广场
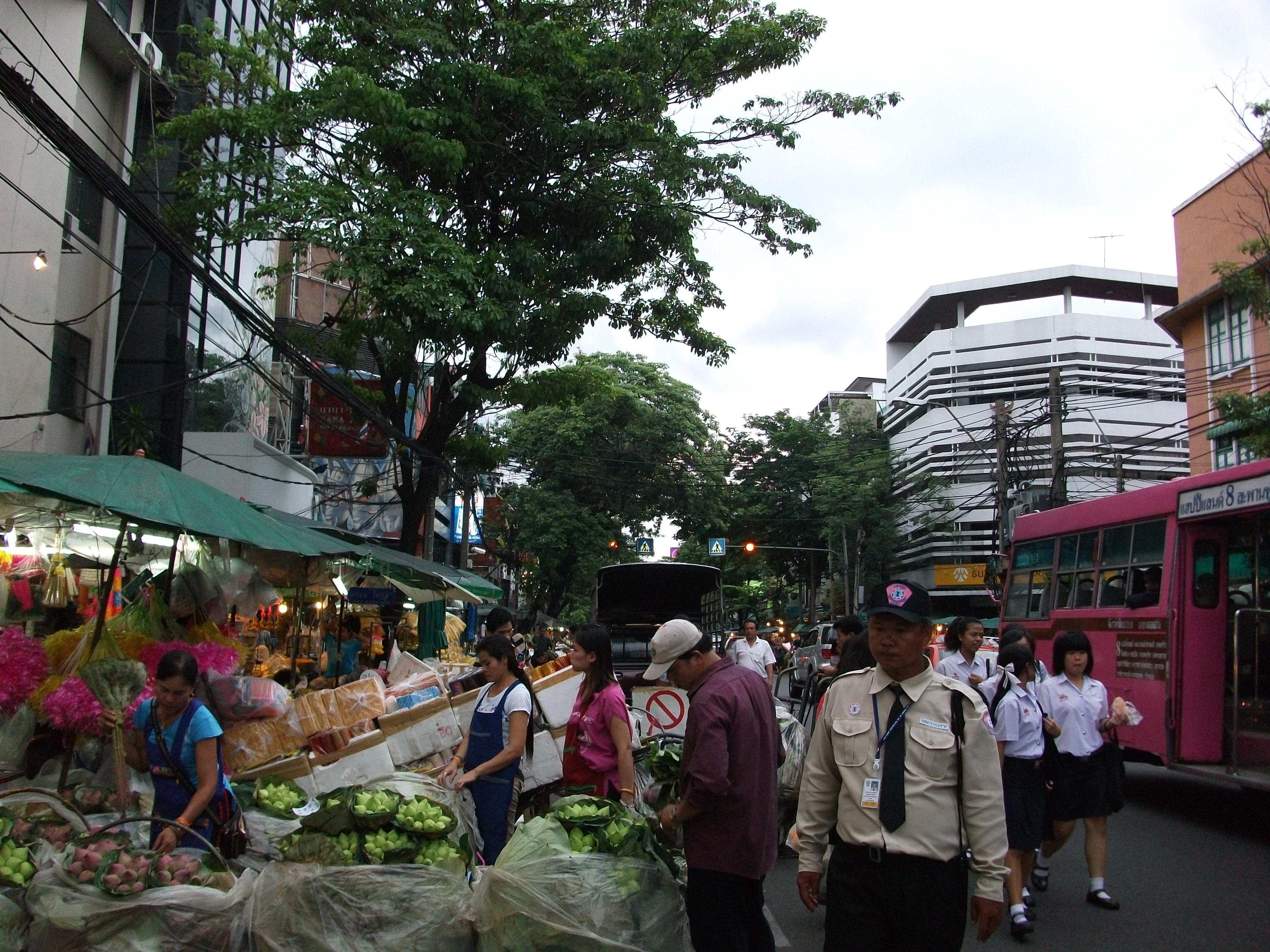
泰国最大的花卉市场河口市场
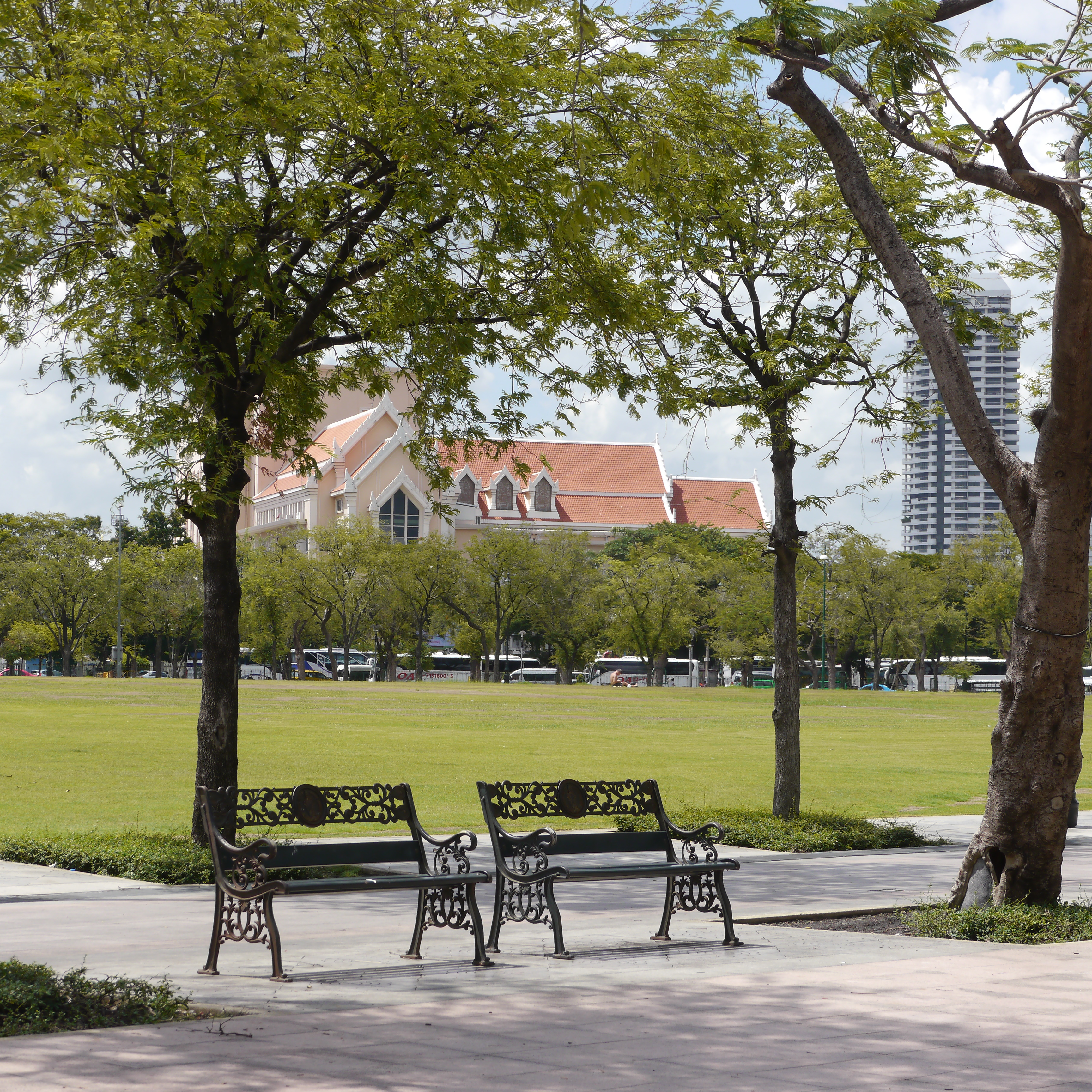
皇家田广场